# ناحیه نتوروکو
ناحیه نتوروکو (به لاتین: Ntoroko District) یک منطقهٔ مسکونی در اوگاندا است که در استان غربی، اوگاندا واقع شده است. ناحیه نتوروکو ۱٬۲۳۶ کیلومتر مربع مساحت و ۶۷٬۰۰۵ نفر جمعیت دارد و ۶۴۰ متر بالاتر از سطح دریا واقع شده است.